# Chūson-ji

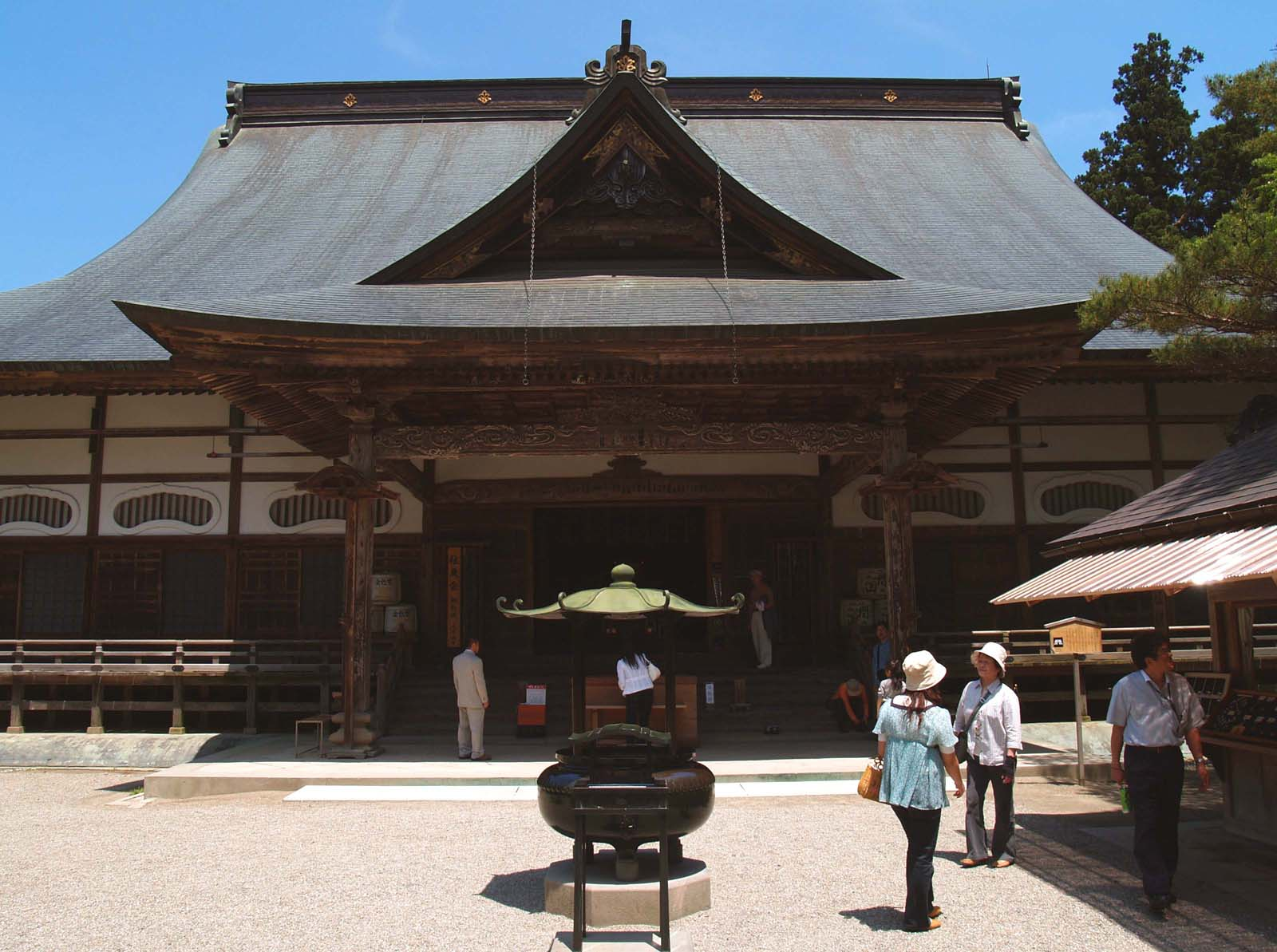
Il tempio Chūson-ji

Chūson-ji (中尊寺?) è un tempio buddhista della cittadina giapponese di Hiraizumi, nella prefettura di Iwate. È il principale luogo di culto del Buddhismo Tendai nella regione di Tōhoku e, secondo la scuola Tendai, fu fondato nell'850 da Ennin, terzo abate della setta.

## Storia
Secondo lo storico George Bailey Sansom, il tempio fu fondato da Fujiwara no Kiyohira nel 1095. Non esistono, infatti, reperti archeologici o documenti storici a testimonianza dell'attività buddhista in quest'area antecedenti al 1100. Il tempio fa parte del sito UNESCO Hiraizumi - Templi, giardini e siti archeologici che rappresentano la terra pura buddista, inserito nella lista dei patrimoni dell'umanità nel 2011.